# Назаре
Назаре́ (порт. Nazaré; МФА: [nɐ.zɐ.ˈɾɛ], «Назарет») — муніципалітет і містечко в Португалії, в окрузі Лейрія. Розташований у західній частині країни, на березі Атлантичного океану, на теренах історичної португальської провінції Ештремадура. Належить до Лейрійсько-Фатімської діоцезії Католицької церкви в Португалії. Права міського самоврядування має з 1514 року. Поділяється на 3 парафії. За адміністративним поділом, чинним до 1976 року, був складовою провінції Ештремадура. Площа муніципалітету — 82,43 км², населення муніципалітету — 15158 ос. (2011); густота населення — 183,89 осіб/км²
. Патрон — Діва Марія. Святковий день муніципалітету — 8 вересня. Поштовий індекс — 2450.  Код місцевої адміністративної одиниці — 1011. Складова статистичного регіону Центр.

## Назва
- Назаре (порт. Nazaré, стара орфографія: порт. Nazareth)

## Географія

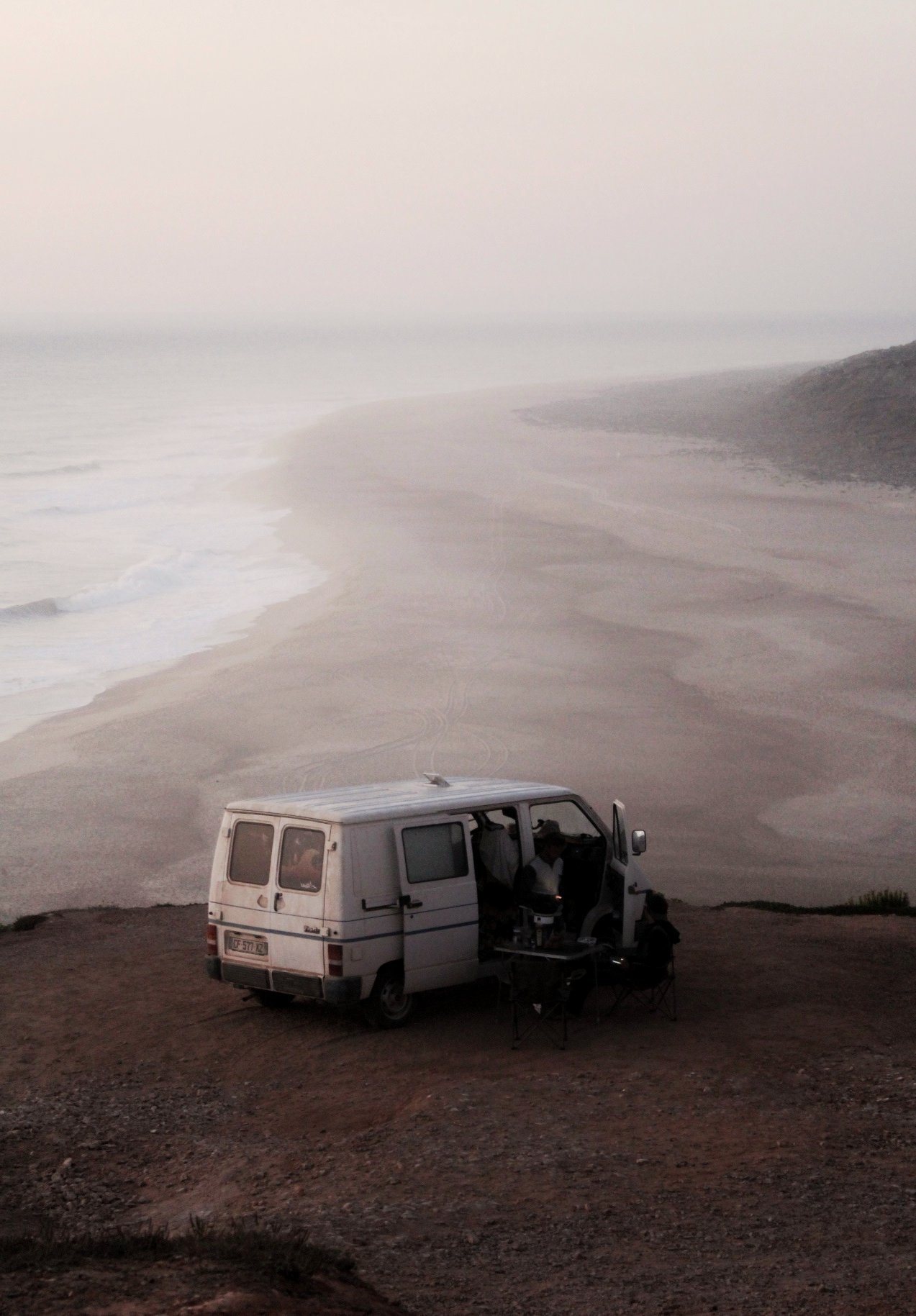
Пляж ду Норте (Назаре)

Назаре розташоване на заході Португалії, на заході округу Лейрія.
Назаре межує на півночі, сході та півдні з муніципалітетом Алкобаса. На заході омивається водами Атлантичного океану.
Біля Назаре розташований всесвітньо відомий пляж Пляж ду Норте, на якому серфери встановлюють світові рекорди по катанню на найвищих хвилях.

## Історія
1514 року португальський король Мануел I надав Назаре форал, яким визнав за поселенням статус містечка та муніципальні самоврядні права.

## Населення
| Кількість мешканців | Кількість мешканців | Кількість мешканців | Кількість мешканців | Кількість мешканців | Кількість мешканців | Кількість мешканців | Кількість мешканців | Кількість мешканців | Кількість мешканців | Кількість мешканців | Кількість мешканців | Кількість мешканців | Кількість мешканців | Кількість мешканців | Кількість мешканців |
| ------------------- | ------------------- | ------------------- | ------------------- | ------------------- | ------------------- | ------------------- | ------------------- | ------------------- | ------------------- | ------------------- | ------------------- | ------------------- | ------------------- | ------------------- | ------------------- |
| 1864                | 1878                | 1890                | 1900                | 1911                | 1920                | 1930                | 1940                | 1950                | 1960                | 1970                | 1981                | 1991                | 2001                | 2011                |                     |
| 5 579               | 6 512               | 7 583               | 8 393               | 10 341              | 10 323              | 10 406              | 11 614              | 13 248              | 13 511              | 12 976              | 15 436              | 15 313              | 15 060              | 15 158              |                     |